# Progressive Hyperspace
Progressive Hyperspace, pubblicata nel 1997, è una compilation composta da 23 tracce di vari autori, mixate dal dj italiano Gigi D'Agostino. A distanza di anni dalla pubblicazione risulta un CD raro, e i pochi esemplari in vendita hanno prezzi da collezionisti.

## Tracce
1. Cosmood (Gianni Parrini)
2. Open Your Heart (Saccoman)
3. Dedicated (Remix) (Mario Più)
4. Mother Sensation (Cominotto)
5. Cyber frog (D.J. Ciro & Gianni Agrey)
6. It's our future (Carl Cox Remix) (Awex)
7. First Mission (Riky le Roy)
8. Wave (Sosa)
9. My World (Remix) (Bismark)
10. Magic Flight (Mauro Picotto)
11. Van (Stefano Noferini)
12. 3-D (Killer Faber)
13. The Poisonous (The Big Buddha)
14. Psicadelica (Gigi D'Agostino)
15. Crispy Bacon (Laurent Garnier)
16. Cydonia Face (Rat Attack)
17. Let It All Hang Out (Ricci)
18. Sinewave (Sinus)
19. Lose Controll (Sunrise)
20. Music Vibration (Minni Jay)
21. Compulsion (Cirillo)
22. She Loves Me (Bonus Track) (M.U.T.E.)
23. Da Beat Goes (Bonus Track) (Red 5)